# Чамоков, Асланчерий Хаджумарович
Асланчерий (Аслан) Хаджумарович Чамоков (1908, аул Кабехабль — 1982, Майкоп) — адыгейский советский общественный и хозяйственный деятель. Герой Социалистического Труда.

## Биография
Родился в ауле Кабехабль Кубанской области (ныне Шовгеновского района Адыгеи).
В 1931 г. вступил в члены ВКП(б). Окончил курсы секретарей сельских Советов в Краснодаре. В 1933—1935 гг. учился в Краснодарской высшей коммунистической сельскохозяйственной школе.
До января 1940 г. работал заведующим Адыгейским областным земельным отделом.
С января 1940 г. по 1943 г. возглавлял Исполнительный комитет Областного Совета Адыгейской автономной области.
В марте 1940 г. за выдающиеся успехи в сельском хозяйстве и в особенности за перевыполнение плана урожайности зерновых и технических культур, а также достижение высоких показателей по животноводству награждён орденом «Знак Почёта».
В связи с приближением линии фронта к Северному Кавказу в результате наступления немецких войск летом 1942 года, председатель облисполкома А. Чамоков участвовал в организации партизанского движения в Адыгейской АО, на территории которой были созданы 18 отрядов. Стал членом Адыгейского подпольного областного партийного центра (с октября 1942 г. по январь 1943 г.). Кроме него, в состав центра входили секретарь Адыгейского обкома партии Н. Х. Теучеж и секретарь горкома партии А. М. Семкин. Подпольный центр находился в пос. Гузерипль Майкопского района. За мужество и отвагу был награждён боевыми орденами и медалями.
После войны в течение 3-х лет с августа 1945 года по август 1948 года — председатель Исполнительного комитета Областного Совета Адыгейской автономной области.
Избирался депутатом Верховного Совета СССР 2 созыва (1946—1950).
Позже в течение нескольких десятилетий возглавлял Майкопский племенной птицеводческий совхоз, затем птицефабрику «Майкопская».
За высокое достижение в развитии сельского хозяйства Указом Президиума Верховного Совета СССР от 8 апреля 1971 года Чамокову Асланчерию Хаджумаровичу было присвоено высокое звание Героя Социалистического Труда с вручением ордена Ленина и золотой медали «Серп и Молот».
Похоронен на Аллее Героев Шовгеновского кладбища в Майкопе. На могиле Героя Социалистического труда А. Чамокова в 1983 г. установлен памятник-надгробие.
Бывшие работники птицефабрики «Майкопская» в 2011 г. обратились в Администрацию города Майкопа с просьбой назвать одну из улиц города именем Героя Социалистического Труда Асланчерия Хаджумаровича Чамокова.

## Награды
- Герой Социалистического Труда (1971)
- Золотая медаль «Серп и Молот» (1971)
- три ордена Ленина
- грамота Президиума Верховного Совета СССР
- Орден «Знак Почёта» (16.03.1940) — «за выдающиеся успехи в сельском хозяйстве и в особенности за перевыполнение плана по урожайности зерновых и технических культур, а также за достижение высоких показателей по животноводству»
- Орден Красной Звезды
- Орден Октябрьской Революции
- медали

## Память
- На старом кладбище Майкопа установлен памятник.